# Мітадера Юка
Юка Мітадера (яп. 三田寺由香; нар. 16 лютого 1971) — японська борчиня вільного стилю, дворазова чемпіонка Азії.

## Життєпис
Боротьбою почала займатися з 1990 року.
Виступала за борцівський клуб Йойогі. Тренер — Акіра Судзукі.

## Спортивні результати на міжнародних змаганнях

### Виступи на Чемпіонатах світу
| Змагання                        | Збірна | Вагова категорія          | Місце |
| ------------------------------- | ------ | ------------------------- | ----- |
| Чемпіонат світу з боротьби 1993 | Японія | жіноча боротьба, до 61 кг | 5     |
| Чемпіонат світу з боротьби 1994 | Японія | жіноча боротьба, до 57 кг | 4     |
| Чемпіонат світу з боротьби 1996 | Японія | жіноча боротьба, до 57 кг | 4     |

### Виступи на Чемпіонатах Азії
| Змагання                       | Збірна | Вагова категорія          | Місце  |
| ------------------------------ | ------ | ------------------------- | ------ |
| Чемпіонат Азії з боротьби 1997 | Японія | жіноча боротьба, до 56 кг | Золото |
| Чемпіонат Азії з боротьби 1999 | Японія | жіноча боротьба, до 56 кг | Золото |